# Sarn (roman)
Pour les articles homonymes, voir Sarn (homonymie).
Sarn (Precious Bane) est un roman de Mary Webb paru en 1924.
Il a reçu le prix Femina - Vie heureuse (comité anglais).

## Résumé
L'histoire se déroule dans le Shropshire pendant les guerres napoléoniennes. La narratrice est Prue Sarn, une jeune femme affligée d'un bec de lièvre. Seul le tisserand Kester Woodseaves perçoit sa beauté intérieure et Prue ne se sent pas digne de son amour.

## Titre
Le titre anglais du roman est tiré du Paradis perdu de John Milton :
Let none admire
That riches grow in Hell; that Soyle may best
Deserve the precious bane.

## Édition française
- Il fut publié par Bernard Grasset en 1930, puis par le même éditeur dans la collection Le Livre de Poche sous le numéro 65.

La traduction fut assurée par Jacques de Lacretelle et Madeleine T. Guéritte, avec une introduction de J. de Lacretelle.

## Adaptations
- 1957 : Precious Bane, série télévisée
- 1968 : Sarn, téléfilm français de Claude Santelli
- 1989 : Precious Bane, téléfilm britannique de Christopher Menaul